# Joaquim Llena i Cortina
Joaquim Llena i Cortina, né le 25 juillet 1959 à València d'Àneu (Espagne), est un médecin et homme politique catalan. Membre du Parti des socialistes de Catalogne, il est le Conseiller à l'Agriculture, à l'Alimentation et à l'Action rurale du gouvernement Montilla du 28 novembre 2006 au 29 décembre 2010 au parlement de Catalogne.

## Biographie
Cortina détient une licence de philosophie et de lettres et une licence de médecine et de chirurgie de l'université autonome de Barcelone. Il soutient ensuite une thèse de doctorat intitulée « Éthiopathogénie des maladies ostéo-articulaires » (Etiopatogènia de les malalties osteoarticular). De 1988 à 1999, il est médecin à l'Hostpital Clínic de Barcelone, à l'hôpital de Terrassa, au Parc Taulí de Sabadell, à l’Hospital Casa Maternitat de Barcelone et à l’Hospital Comarcal dels Pallars.
Cortina est maire PSC de la commune d'Alt Àneu, dans la province de Lérida, de 1995 à 2006.
Du 25 octobre 1999 au 1er décembre 2006, il représente la province de Lérida au Parlement de Catalogne pour le PSC. Il est vice-président de la Commission parlementaire pour la Politique territoriale et les Travaux publics. En 2003, il devient aussi secrétaire de la Commission parlementaire pour l'Agriculture.

## Source de la traduction
- (ca) Cet article est partiellement ou en totalité issu de l’article de Wikipédia en catalan intitulé « Joaquim Llena i Cortina » (voir la liste des auteurs).